# Oskar Messter
Oskar Messter (21 de novembre de 1866 - 6 de desembre de 1943) va ser un inventor i magnat del cinema alemany en els primers anys del cinema. La seva signatura Messter Film va ser un dels productors alemanys dominants abans del sorgiment d'UFA, en la qual finalment es va fusionar.

## Biografia
Oskar Messter va néixer el 21 de novembre de 1866 a Berlín, on el seu pare Eduard havia fundat el 1859 una empresa anomenada Optisches und Mechanisches Institut Ed. Messter. Aquesta empresa fabricava ulleres, aparells mèdics de precisió, dispositius òptics per a mags i empresaris de l'espectacle, reflectors elèctrics per a teatres, i projectors per a la llanterna màgica. Integrat en aquest món des de petit, Oskar va adquirir habilitats tant empresarials, com òptiques o mecàniques, que més tard aplicaria a la cinematografia.
El 1892, Oskar va reprendre l'empresa familiar i va començar a conduir la seva recerca i desenvolupament. Primer va desenvolupar amb èxit comercial aparells mèdics basat en tècnica röntgen. Seguint els passos de Filoteo Alberini amb el kinetògraf, Robert William Paul amb el Theatograph, Birt Acres amb la llanterna màgica el 1896, entre molts altres, Messter va reeixir desenvolupar el seu primer projector per retransmetre films del cinetoscopi de Thomas Alva Edison.

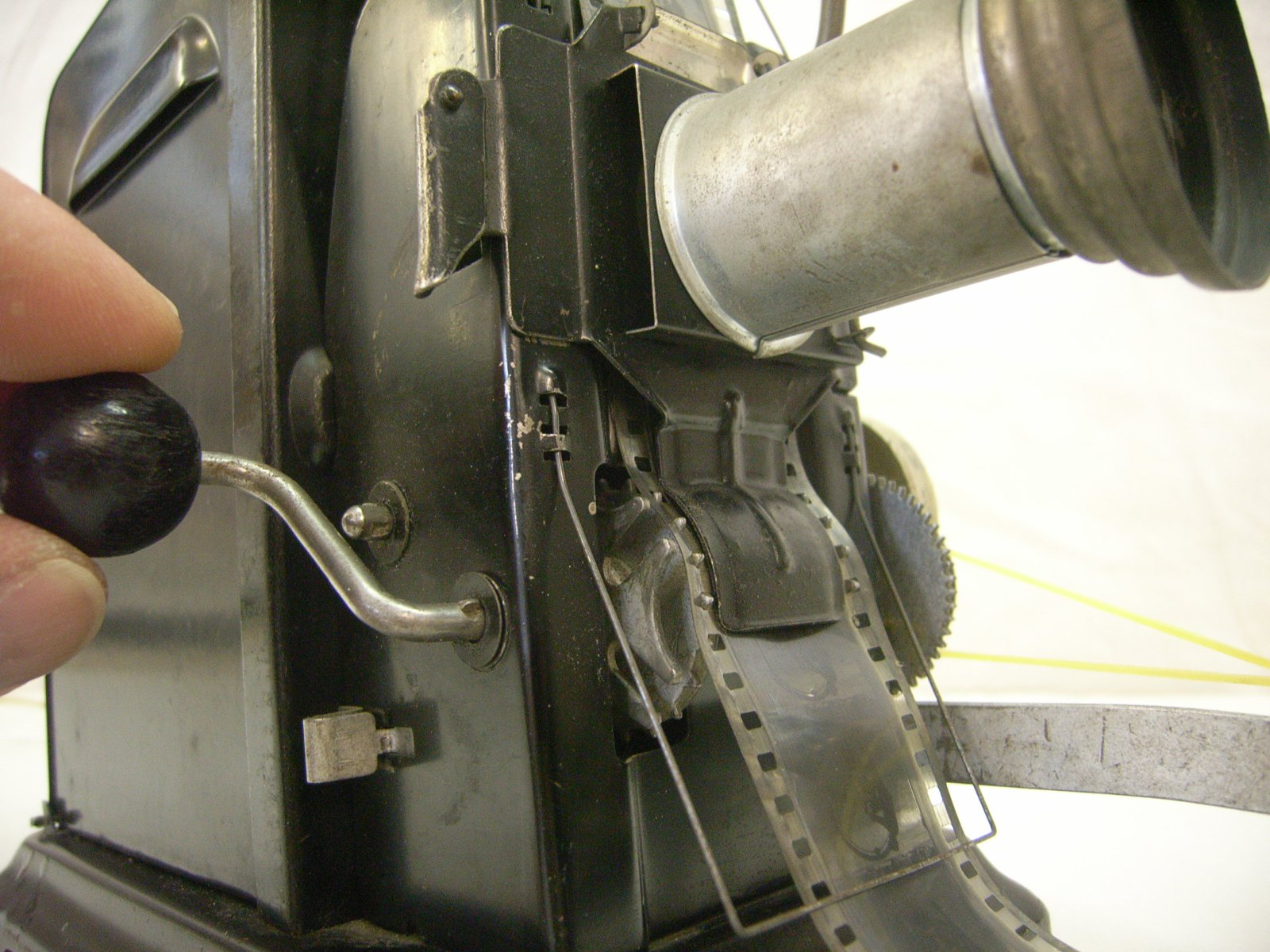
Projector manual amb engrenatge tipus creu de Malta

Més endavant, li van portar un Theatrograph per reparar. Aleshores va abandonar la idea d'un sistema amb banda sense fi per centrar-se en un millor desenvolupament del cinetoscopi. Va ser el primer per incorporar-hi un engrenatge de creu de Malta que augmentava la fiabilitat i un canvi de velocitat sense problemes durant el transport de pel·lícules. El 15 de juny de 1896 Oskar va vendre el seu primer aparell. Però Messter no era l'únic fabricant de projectors cinematogràfics. L'empresa Georg Bartling GmbH, va exhibir un projector a l'Exposició Industrial de Berlín el 1896. Robert W. Paul a Londres alhora va construir projectors de forma independent utilitzant aquest mateix engrenatge per a l'avanç de la pel·lícula.
A mitjan 1896, Messter va començar a produir en sèrie càmeres i projectors de cinema que van ser molt reeixits. A la fi de 1896, la companyia Messters-Projection Berlin ja n'havia fabricat 64. En només quatre anys, les utilitats de la companyia es van multiplicar per deu. També el 1896, Messter va llogar un petit teatre que havia fet fallida i va inaugurar la segona sala de cinema de Berlín, ja que la primera va ser oberta pels enviats dels germans Lumière aquest mateix any. Posteriorment, Messter va debutar a l'Apollo, un teatre de varietats berlinès, i organitzar un servei de projeccions cinematogràfiques. Així mateix a la fi de 1896, Messter va ingressar en el negoci de la producció cinematogràfica i va crear unes primeres pel·lícules, com Un patinador a l'estació oest del ferrocarril (1896) i a La porta de Brandenburg, Berlín (1896).
El 1916, Oskar Messter va fundar amb la directora de cinema Sascha Kolowrat-Krakowsky, la Wiener Sascha-Messter Film GmbH, filla vienesa de la Messter-Film GmbH. No obstant això, en acabar la Primera Guerra Mundial, Messter va vendre les seves empreses a Berlín i Viena a la recentment fundada Universum-Film Aktiengesellschaft (UFA).
Va donar la seva col·lecció d'equip de cinema històric al Museu Alemany el 1932. Messter va morir el 6 de desembre de l'1943 a Tegernsee.

## Aportacions
Oskar Messter tenia una mentalitat d' pioner i innovador que va saber aplicar a l'exploració del nou mitjà de la cinematografia, tant amb propòsits científics, com comercials. Va dipositar més de cent patents. Entre les seves aportacions més assenyalades hi ha:
- La fotografia amb càmera lenta de l'eclosió de flors a principi del 1897.
- Diversos experiments de cinematografia microscòpica realitzats entre el 1900 i el 1910.
- Construcció del primer estudi cinematogràfic d'Alemanya el 1900, que comptava amb il·luminació artificial amb quatre llums, on es podia treballar independentment de la llum solar i del temps. El 1901, va traslladar l'estudi a un altre local molt similar més ample. Més tard, el 1905 Messter va adaptar un taller de vidre com a estudi de cinema amb doble alçada i habitacions adjacents per guardar els decorats i el vestuari de cada representació. En aquest nou estudi, sí que depenia de la il·luminació natural, encara que gradualment va començar a utilitzar reflectors d'arc que li permetien treballar amb una llum mixta. No obstant això, al cap d'alguns anys aquest estudi li va resultar massa petit i va llogar dos pisos més per construir una estructura penjant, que comptava amb un motor elèctric per moure els reflectors o les càmera al voltant de l'escenari.
- Les primeres projeccions sonoritzades a Alemanya el 1903.
- L'equipament del seu sistema de sincronització electromecànica amb el biòfon Tonbilder a més de 500 sales de cinema entre el 1905 i el 1913. Es tractava d'un mecanisme de sincronització electromecànica que consistia en un sistema elèctric que feia funcionar a igual velocitat els motors d'un projector cinematogràfic i d'un gramòfon.
- La presentació de pel·lícules parlades en anglès a la Fira Mundial de Saint Louis, Missouri, Estats Units el 1904.
- La realització d'un total de 326 pel·lícules mudes entre 1896 i 1918. Fins al 1910, totes elles van ser curtmetratges de molt breu durada i a partir del 1911, ja eren migmetratges i llargmetratges.
- La creació del concepte de vedets que va començar amb la promoció de l'actriu Henny Porten de 1910 al 1918.
- La introducció en el mercat del projector estàndard Thaumatograph Modell XVII del 1914.
- La fundació del noticiari cinematogràfic Die Messters-Wochenschau (1914).
- La fabricació de càmeres de reconeixement militar d'alta velocitat el 1915.
- L'organització de la Societat Tècnic-Cinematogràfica Alemanya.
- La reorganització de les seves activitats cinematogràfiques en un consorci compost per tres companyies diferenciades el 1901: la Messters-Projection GmbH, per a la producció i distribució de pel·lícules; la Vereinigte Mechanische Werkstätten GmbH, per a la fabricació d'equips òptic-mecànics; i la Kosmograph Compagnie GmbH, per a l'exhibició de pel·lícules en teatres de varietats.

## Interés per la sonorització
Des del 1896, Messter es va interessar en la recerca d'un mètode de reproducció i sincronització dels efectes sonors de l'espectacle cinematogràfic en l'època del cinema mut. Va inventar el biòfonTonbilder amb el qual al teatre Unter den Linden va projectar pel·lícules, en les quals un gramòfon sincronitzat acompanyava la projecció d'imatges animades, però no es tractava d'un simple acompanyament, sinó de fer coincidir de manera precisa el so amb les imatges. En efecte, en la sonorització del cinema mut va haver de resoldre problemes de sincronització, ja que la imatge i el so es gravaven i reproduïen per aparells separats. El 31 d'agost de 1903 Messter va dur a terme al Teatre Apollo de Berlín la primera projecció sonoritzada d'Alemanya.
Fins al 1907 el mercat cinematogràfic alemany va estar dominat per Oskar Messter. Havia conclós un acord per compartir el mercat amb Léon Gaumont que aquest no proveïria Phonoscènes a Alemanya i Messter no proveïria Tonbilder amb biòfons a França, i que els seus respectius aparells es vendrien per un consorci comú denominat Gaumont-Messter-Chronophone-Biophon. Els Tonbilder de Messter es van vendre bé mentre aquest va mantenir la seva superioritat tècnica sobre altres productors de pel·lícules a Alemanya.

## Filmografía seleccionada
Entre el 1903 i el 1910, Messter va produir la primera sèrie reeixida i popular de pel·lícules sonoritzades, entre elles trobem:
- Tercet per xilòfon (1903)
- Dansa apatxe (1906)
- La dansa de Salomé (1906)
- La porcellana de Meissner (1906)
- Cançó de bressol (1908)
- Duet per a xilòfon (1908)
- Enamorament en les deus de Alm (1908)
- Festa de la primavera: parella de ball (1909)
- La filla del regiment (1909)
- Maniobra de tardor: cançó xiulada (1909)